# Ryzec šeredný
Ryzec šeredný (Lactarius turpis, dříve Lactarius necator; necator = vrah) je nejedlá, jedovatá houba specifická produkcí palčivě chutnajícího mléka. Po požití způsobuje žaludeční a střevní potíže.

## Vzhled

### Makroskopický
Klobouk je 5 - 20 cm široký, nápadně tvrdý, vyklenutý s prohloubeným středem a později ploše nálevkovitý. Okraj zůstává dlouho podvinutý. Pokožka klobouku je olivově hnědá až skoro olivově černavá, lze najít i olivově žlutou, přičemž střed klobouku vypadá vždy tmavší než jeho ostatní plocha; často je pokryt kruhovitě uspořádanými tmavými skvrnami. Okraj klobouku je u mladých ryzců žlutozeleně plstnatý a trochu třásnitý. Za vlhka je pokožka slizká a lepkavá, za sucha jemně plstnatá. 
Lupeny jsou úzké, husté, mírně sbíhavé, nestejně dlouhé, za vlhka slzící, zprvu bělavé nebo nažloutlé, potom špinavě žluté, po otlačení a ve stáří tmavnoucí.  Za vlhka se na ostří lupenů tvoří vodově světlé kapky, za sucha jsou špinavě olivově a hnědě kropenaté. 
Třeň je dlouhý 3 - 8 cm a 1 - 2,5 cm tlustý, podsaditý, válcovitý, často směrem dolů zúžený, jindy může mít poněkud ztloustlou bázi. Za vlhka je slizký, za sucha lesklý. Povrch má světlejší než klobouk a směrem nahoru světlejší olivově zeleně nažloutlý pásek. Od báze nahoru je hnědnoucí až černající (ve stáří). 
Dužnina je pevná, ve stáří trochu křehká, v mládí bílá, později na řezu hnědne. Zpočátku chutná mírně, ale poté přechází v ostře palčivou chuť. 
Mléko je hojné, bílé, srážením šedozelenající, palčivé. 

### Mikroskopický
Výtrusný prach je smetanově žlutý až bílý.  Výtrusy mají 6 - 8,5 x 5 - 6,5 μm, jsou eliptické, žebernaté, se spojkami dotvářejícími síť. 

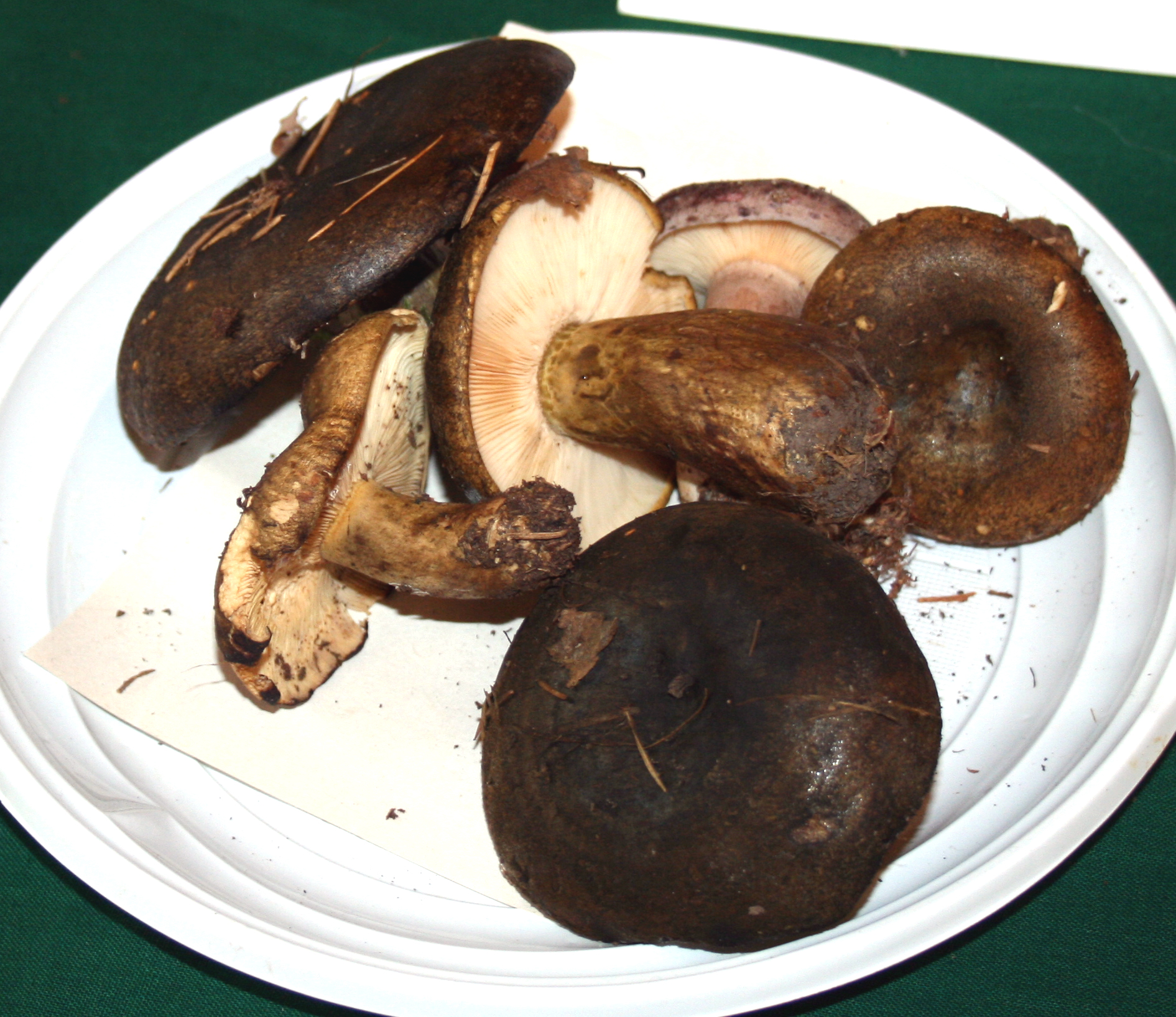
Ryzec šeredný

## Výskyt
Ryzec šeredný roste od července do října. V Evropě je obecně rozšířený, patří k nejhojnějším druhům. Roste na chudých, kyselých, vlhkých půdách, pod smrky a břízami, řidčeji pod borovicemi, ale i na rašelinných místech v listnatých lesích a stoupá až po hranici lesa. 
Lze si ho zaměnit za ryzec zelený (Lactarius blennius), který je menší, bez černavých tónů, má kruhovitě skvrnitě pásovaný klobouk a roste v bučinách. 

## Zajímavost
Dříve byl uváděn jako jedlý, ale v souvislosti s objevením obsahu látky necatorin nelze konzumaci doporučit. Název je odvozen od dříve používaného názvu této houby L. necator. Necatorin má podle vyjádření chemiků mutační účinky (změna dědičných vlastností, rakovinotvorné účinky). Působení mutačních účinků na člověka prozatím nebylo dostatečně prokázáno. 